# Десмонт
Де́смонт (дав.-гр. Δεσμόν) — персонаж давньогрецької міфології, вихователь Меланіппи, дочки Еола і Гіппо.
Виявивши, що Меланіппа вагітна, Десмонт засліпив її і заточив у порожній гробниці, даючи їй хліб і воду в такій кількості, достатній, щоб вона не померла з голоду. Народжених Меланіппою в гробниці синів, Бойота і Еола-молодшого, Десмонт віддав віднести на гору Пеліон, щоб там їх з'їли дикі звірі. Близнюків врятували пастухи. Подорослішавши, брати за наказом свого батька Посейдона, звільнили матір і вбили Десмонта.